# Cochonilha
Cochonilha é o nome comum dado às espécies de inseto de um grande grupo de hemípteros minúsculos pertencentes  a superfamília Coccoidea que se alimentam principalmente da seiva (floema) das plantas.
O grupo das cochonilhas (Hemiptera: Coccoidea) têm 8.223 espécies descritas, distribuídas em 50 famílias (34 existentes e 16 fósseis) de distribuição geográfica mundial.  Elas constituem um dos principais grupos de insetos-praga de diversos sistemas de produção, infestando plantas silvestres e cultivadas, a campo ou em sistemas protegidos.

## Subfamília Coccoidea
No Brasil, são conhecidas 530 espécies de cochonilhas, distribuídas em 20 famílias, sendo aproximadamente 80% delas nativas.  Representantes das famílias Coccidae, Diaspididae, Pseudococcidae e Ortheziidae estão entre as mais frequentes infestando frutíferas e ornamentais no Brasil. 
Hemiptera: Coccoidea
| Família                               | Família                               |
| Aclerdidae (Signoret, 1874)           | Kerriidae (Lindinger, 1937)           |
| Asterolecaniidae (Cockerell, 1896)    | Lecanodiaspididae (Borchsenius, 1965) |
| Beesoniidae (Ferris, 1950)            | Margarodidae (Morrison, 1928)         |
| Carayonemidae (Richard, 1986)         | Monophlebidae (Signoret, 1875)        |
| Cerococcidae (Balachowsky, 1942)      | Ortheziidae (Amyot & Serville, 1843)  |
| Coccidae (Fallén, 1814)               | Phoenicococcidae (Stickney, 1934)     |
| Conchaspididae (Green, 1896)          | Pseudococcidae (Heymons, 1915)        |
| Dactylopiidae (Signoret, 1875)        | Rhizoecidae (Williams, 1969)          |
| Diaspididae (Targioni-Tozzetti, 1868) | Stigmacoccidae (Morrison, 1927)       |
| Eriococcidae (Signoret, 1875)         | Xenococcidae (Tang, 1992)             |

## Morfologia

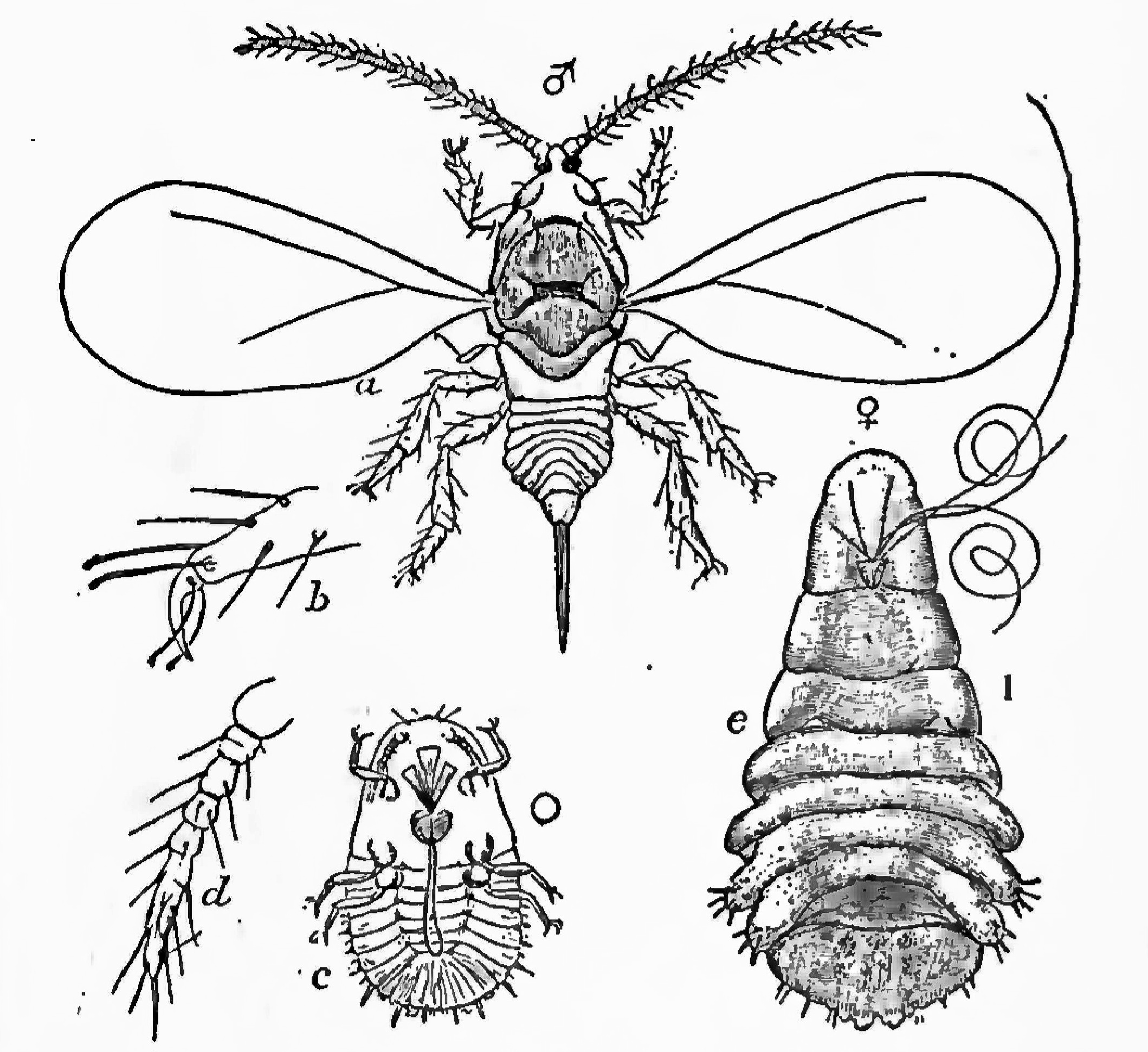
Cochonilha Mytilaspis pomorum

O grande grupo das cochonilhas (Hemiptera: Coccoidea) contém espécies de formas minúsculas, altamente especializadas e com grande dimorfismo sexual. Muitas espécies são tão modificadas que se parecem muito pouco com outros Hemiptera, sendo tratadas como uma subordem (Coccinea). As fêmeas geralmente não têm pernas, são sésseis, apresentam o corpo coberto por ceras ou carapaças e são ápteras. Os machos adultos possuem apenas um único par de asas ou, raramente, não têm asas e possuem peças bucais atrofiadas; o abdômen termina em um (raramente dois) longo processo semelhante a um estilete e as asas posteriores são reduzidas a pequenos processos semelhantes a halteres que geralmente terminam em uma cerda em forma de gancho. As antenas da fêmea podem estar ausentes ou podem ter até 11 segmentos; as antenas do macho têm de 10 a 25 segmentos. Os machos de cochonilhas se parecem muito com pequenos mosquitos, mas, em geral, podem ser reconhecidos pela ausência das peças bucais e pela presença do processo semelhante a um estilete na extremidade do abdômen e, durante o estágio ninfal, podem ser diferenciados das fêmeas pela presença das fases de pré-pupa e pupa. A ocorrência de espécies crípticas entre cochonilhas é bastante comum, dificultando a identificação específica desses insetos com base em caracteres morfológicos externos. Além disso, essas espécies podem ocorrer na mesma planta hospedeira. 

## Ciclo de vida
As fêmeas de cochonilha são ovíparas, vivíparas ou ovivíparas. Cada fêmea pode depositar entre 50 e 600 ovos (ou larvas) ao longo de sua vida. Após a eclosão dos ovos, as ninfas começam sua busca pelo local mais adequado para se fixarem e se alimentarem do floema da planta. As ninfas de primeiro ínstar possuem pernas e antenas e são insetos bastante ativos; são frequentemente chamadas de "rastejadores". Uma vez estabelecidas, as ninfas passam por mudas até atingirem a fase adulta. Os diferentes ínstares se diferenciam pelo tamanho do corpo e pelo número de antenômeros, e a fêmea adulta se distingue pela presença da vulva, embora seja em um estágio imaturo com os órgãos sexuais desenvolvidos (inseto neotênico). O tempo total do ciclo de vida desse grupo de insetos pode variar significativamente dependendo da espécie e das condições ambientais. O ciclo completo dura entre 60 a 150 dias, embora a média seja de cerca de 100 dias. Após a primeira muda, as pernas e antenas são perdidas e o inseto torna-se séssil, e uma cobertura cerosa ou semelhante a escamas é secretada e cobre o corpo. Nas cochonilhas de escudo ou escama (Diaspididae), essa cobertura é separada do corpo do inseto. As fêmeas permanecem sob a cobertura de escamas quando se tornam adultas para depositar ovos ou gerar filhotes vivos. Nas cochonilhas de carapaça (Coccidae) seu corpo é coberto por uma secreção cerosa que se adere à cutícula, muitas vezes se assemelhando em cor e aparência à planta hospedeira. Os ovos são liberados em um ovissaco revestido por filamentos cerosos, de cor branca e aspecto algodonoso que fica abaixo do seu abdômen. Nas cochonilhas farinhentas (Pseudococccidae) há um acúmulo de ceras com coloração branca pulverizadas pelo corpo. Os ovos são liberados pela fêmea em um ovissaco, revestido por filamentos cerosos, de cor branca e aspecto algodonoso.  Os machos se desenvolvem de forma muito semelhante às fêmeas, exceto que o último ínstar que precede o estágio adulto é quiescente e frequentemente chamado de pupa. As asas se desenvolvem externamente na pupa. Os machos adultos não se alimentam e morrem em dois ou três dias. 

## Importância econômica
As cochonilhas são ectoparasitas fitófagos que podem ser encontrados em qualquer parte da planta (raiz, caule, folha ou fruto) causando injúrias e conduzindo o vegetal à morte dependendo da severidade dos danos.  Os danos provocados por esses insetos ocorrem em decorrência da sucção da seiva, fitotoxicidade devido à injeção de enzimas ao se alimentar, deposição de excreções açucaradas (honeydew) e transmissão de fitopatógenos, afetando a fotossíntese, o desenvolvimento e a produtividade de diversas espécies vegetais. Cochonilhas também provocam depreciação e restrições quarentenárias na comercialização de plantas e produtos vegetais. O gênero Dactylopius (Signoret, 1875) desempenha importante papel na indústria de corantes. Dactylopius coccus Costa é uma cochonilha, nativa das américas tropical e subtropical, parasita do cacto Opuntia ficus-indica (L.) Mill que desde a antiguidade tem sido utilizada como corante, inclusive de alimentos.  Os produtos relacionados a este gênero são o ácido carmínico antraquinônico e seu complexo de alumínio, o carmim.  